# 尤利安·魏格尔
尤利安·魏格尔（德語：Julian Weigl，1995年9月8日—）是一位德国足球运动员，于场上司职中场，現時效力德甲俱乐部慕遜加柏，他曾效力于德國足球甲級聯賽俱乐部多特蒙德，并自2016年起入选德国国家足球队。

## 俱乐部生涯

### 慕尼黑1860
魏格尔是在2001年于家乡附近的奥斯特明兴（SV Ostermünchen）青年队开始自己的足球生涯。随后经过在罗森海姆1860的四年历练后，他又于2010年来到慕尼黑，加盟慕尼黑1860的青训营。作为俱乐部U-19梯队的队长，魏格尔在2013年3月签署了一份期至2016年届满的青年合同。自2013年7月起，他开始代表俱乐部预备队出场。
至2013-14赛季的第21轮，魏格尔首次代表1860一线队完成德乙亮相：在这场作客以0比2不敌因戈尔施塔特04的比赛中，他于第66分钟替换扬尼克·施塔克登场。2014年2月27日，他与俱乐部签署了一份期至2017年届满的职业合同。
2014-15赛季伊始，魏格尔以仅18岁之龄獲时任主教练的里卡多·莫尼兹委任为队长，成为俱乐部历史上最年轻的队长。然而赛季进行仅两轮过后，他便因纪律处罚而暂时驱逐出一线队的比赛和训练任务，队长袖标亦遭剝奪、移交予克里斯托弗·辛德勒。处罚的原因是魏格尔与队友維圖斯·埃歇、丹尼爾·阿德隆共同在夜间外出饮酒，并发表了对俱乐部的负面评论。

### 多特蒙德
至2015-16赛季，魏格尔加盟德甲俱乐部多特蒙德，并获得了一份期至2019年6月30日届满的合同。他的德甲首秀是2015年8月15日，在以4比0战胜门兴格拉德巴赫的比赛中首发亮相。一个月后，他又完成欧洲联赛首秀，在对阵克拉斯诺达尔的比赛中于第60分钟替补登场。在多特蒙德的首个赛季，魏格尔便凭借出色的表现确定了自己的主力地位，并帮助球队获得德甲亚军和深入欧洲联赛——直至四分之一决赛被利物浦淘汰。此外在2016年5月14日，他还创造了一个德甲新纪录：在当季末轮对阵科隆的比赛中，魏格尔共触球214次，这还是在他只踢了84分钟就被替换下场的情况下完成的。
魏格尔在多特蒙德的首球暨职业生涯首球是在2016年10月18日对阵里斯本竞技的欧冠联赛分组赛中射入，他的禁区外远射命中帮助球队以2比1带走客场胜利。2016年12月20日，魏格尔与多特蒙德续签了一份新合同，他将留在该俱乐部直至2021年6月30日。

## 国家队生涯
魏格尔曾代表德国足协选拔队参加了多场2014年欧洲U-19足球锦标赛的预选赛。自2014年8月起，他成为德国U20国家队的一员，并在2014年10月13日以1比1战平荷兰U20的比赛中射入自己的国家队首球。此外他还随队征战了在新西兰举行的2015年國際足協U-20世界盃并进入四分之一决赛。自2015年9月起，魏格尔开始成为德国U21国家队成员，并在同年10月13日对阵丹麦U21的友谊赛中完成首秀。
作为在德甲首季优异表现的嘉奖，魏格尔在2016年5月17日首次获得时任联邦主教练的的征召，成为参加在法国举行2016年欧洲足球锦标赛的德国国家足球队27人备选大名单之一，并在5月29日对阵斯洛伐克的友谊赛中于下半时替补登场，完成成年组国家队首秀。比赛令人失望的以1比3落败，但魏格尔在两天后得到确认，入选最终的欧锦赛23人参赛名单——尽管他在这届赛事中没有获得任何上场机会。

## 个人生活
魏格尔是一位基督徒。他将同样在慕尼黑1860出道的双胞胎兄弟及视为偶像。2014年，魏格尔在1860商品零售有限公司（TSV 1860 Merchandising GmbH）完成了作为零售从业员的职业培训。
魏格尔於2020年9月7日在葡萄牙與他的長期伴侶，電視節目主持人莎拉·里士滿結婚。2021年4月，兩人的女兒出生。

## 榮譽

### 俱樂部
多特蒙德
- 德國盃冠軍：2016–17賽季
- 德國超級盃冠軍：2019年[27]

### 個人
- 賓菲加年度最佳球員：2020–21賽季